# Сиденснер, Карл Карлович
Сиденснер Карл Карлович (1809—1886) — гидрограф, член ученого отделения Морского Технического комитета, начальник Инженерного и артиллерийского училища морского ведомства, вице-адмирал.

## Биография
Сиденснер Карл Карлович родился 3 мая 1809 года в Санкт-Петербурге. Происходил из дворян Великого Княжества Финляндского.
В 1825 году поступил в Морской кадетский корпус.
25 апреля 1828 года произведен в мичманы и назначен для прохождения службы на линейный корабль «Фершампенуаз», который под командованием капитана 1 ранга Г. И. Платера находился в Средиземном море, где в ходе русско-турецкой войны 1828—1829 годов, участвовал в блокаде Дарданелл.
В 1829—1830 годах на корвете «Львица» под командованием лейтенанта графа Л. Л. Гейдена плавал в Средиземном море, затем вернулся в Кронштадт.
В 1832 году командовал таможенной яхтой в Финском заливе.
В 1833 году проводил опись финских шхер, где лично внёс много оригинальных приемов, использовавшихся потом в течение многих лет другими гидрографами, главным из которых был промер по способу квадратов.
С 1835 по 1839 год командовал требакой «Тосно», а с 1839 по 1841 год — шхуной «Снег», на которых в составе отряда М. Ф. Рейнеке выполнял гидрографические работы в Финском заливе.
В 1842 году произведён в капитан-лейтенанты и назначен командиром шхуны «Метеор».
В 1849 году произведён в капитаны 2 ранга и назначен командиром парохода «Геркулес». 25 июня 1850 года по вине штурмана и командного состава пароход сел на мель. В 1851 году суд приговорил капитана 2 ранга Сиденснера к трёхмесячному содержанию под арестом на гауптвахте. Император Николай I утвердил приговор, но 1 июля 1851 года простил командира.
В 1853 году назначен членом кораблестроительного и ученого комитета в Санкт-Петербурге.
В 1854 году произведён в капитаны 1 ранга и назначен для особых поручений к исполняющему должность финляндского генерал-губернатора, а затем к командующему войсками. За отличие в действиях во время бомбардировки англо-французским флотом крепости Свеаборга и Гельсингфорской позиции был награждён орденом Святого Станислава 2-й степени с мечами.
8 февраля 1856 года был назначен командиром учебного морского рабочего экипажа с оставлением по флоту капитаном 1 ранга. В апреле 1856 года рабочий экипаж был преобразован в Инженерное и артиллерийское училище морского ведомства. Сиденснер командовал этим училищем до 1868 года.
В 1862 году назначен членом ученого совета академического курса морских наук.
В 1864 году произведён за отличие по службе в генерал-майоры с зачислением по корпусу корабельных инженеров.
В 1869 году произведен за отличие в генерал-лейтенанты. Назначен членом ученого отделения Морского Технического комитета и переведён в корпус флотских штурманов.
В 1877 году назначен членом конференции Николаевской Морской Академии. 25 апреля 1878 года «по случаю исполнившегося 50-тилетнего юбилея в офицерских чинах» награждён орденом Св. Анны I степени.
В 1879 году вышел в отставку и был переименован из генерал-лейтенантов в вице-адмиралы.
Умер в Санкт-Петербурге 18 марта 1886 года (по другим данным в 1889 году), похоронен на православном кладбище в Выборге.

## Награды
- Ордена Святого Станислава 3 степени и 2 степени с мечами
- Ордена Святой Анны 3 и 2 степени
- Орден Святого Владимира 4 степени[6]
- Орден Святого Владимира 3 степени (28 окт. 1866)[7]
- Медаль в память русско-турецкой войны (1828—1829),
- Знак отличия беспорочной службы за XXV лет.

## Семья
- Отец — Карл Густаф Карлович Сиденснер родился 01.05.1756 в Хамине (Фридрихсгаме), надворный советник, военный врач в Российской армии[8].
- Жена (первый брак) — Наталья Михайловна (урождённая Фёдорова) (18.10.1819 — 21.09.1886, Финляндия)
  - Сын — Михаил (06.11.1840 — ?).
  - Сын — Александр (25.08.1842 — после 1917) адмирал, первый биограф Г. И. Невельского[9].
  - Сын — Николай (25.05.1847 — ?), был женат на Елизавете Карловне фон Рейценштейн (02.08.1850—03.02.1930)
  - Внук — Георгий Николаевич (24 апреля 1878- 4 июля 1952) - русский военный инженер и архитектор, полковник по Корпусу корабельных инженеров[10]. В 1916-1918 годах возглавлял операцию по подъёму затонувшего линейного корабля "Императрица Мария" в Севастополе[11].
- Жена (второй брак) — Мария Линдрос
  - Дочь — Мария Карловна Сиденснер (17.06.1873—24.08.1929) была замужем за Генрихом Филлиповичем фон Рейценштейн, кузеном адмирала Николая Карловича фон Рейценштейн.

## Память
- В честь К. К. Сиденснера в 1839 году был назван мыс на западном берегу северного острова Новой Земли, ограничивающий с севера вход в губу Северная Сульменева (мыс нанесён на карту С. А. Моисеевым в 1839 году, им же было присвоено название мысу)[12].
- Также в честь К. К. Сиденсера названа банка в Балтийском море (в Финском заливе)[12].